# Турар-Рискуловський сільський округ
Тура́р-Рискуло́вський сільський округ (каз. Турар Рысқұлов ауылдық округі, рос. Турар-Рыскуловский сельский округ) — адміністративна одиниця у складі Меркенського району Жамбильської області Казахстану. Адміністративний центр — село Турара Рискулова.
Населення — 3716 осіб (2021; 3106 у 2009, 2482 у 1999, 2750 у 1989).
Станом на 1989 рік село Жданово перебувало у складі Меркенської сільської ради, а село Інтернаціональне — у складі Ойтальської селищної ради. 2004 року зі складу Меркенського сільського округу було виділене село Турара Рискулова, а зі складу Ойтальської селищної адміністрації — село Інтернаціональне для утворення окремого Турар-Рискуловського сільського округу.

## Склад
До складу округу входять такі населені пункти:
| Населений пункт        | Старі назви | Населення, осіб (1989) | Населення, осіб (1999) | Населення, осіб (2009) | Населення, осіб (2021) |
| ---------------------- | ----------- | ---------------------- | ---------------------- | ---------------------- | ---------------------- |
| Інтернаціональне, село | -           | 1674                   | 1485                   | 1944                   | 2598                   |
| Турара Рискулова, село | Жданово     | 1076                   | 997                    | 1162                   | 1118                   |